# شهرستان اومین‌تیونگ
شهرستان اومین‌تیونگ (به ویتنامی: Huyện U Minh Thượng) یک شهرستان در ویتنام است که در استان کیئن‌جانگ واقع شده‌است.

## خصوصیات
شهرستان اومین‌تیونگ ۴۳۲٫۷۰ کیلومترمربع مساحت و ۶۳٬۶۱۶ نفر جمعیت دارد.

## تقسیمات اداری
شهرستان آن‌بیئن به شش قصبه تقسیم شده است.
- قصبه‌ها (xã)
  - آن‌مین‌باک/آن‌مین شمالی (An Minh Bắc)
  - تان‌ین (Thạnh Yên)
  - تان‌ین A (Thạnh Yên A)
  - مین‌توان (Minh Thuận)
  - وین‌هوا (Vĩnh Hòa)
  - هواچان (Hòa Chánh)